# Maiduguri
Maiduguri, cũng được dân địa phương gọi là Yerwa,  là thủ phủ và thành phố lớn nhất của bang Borno ở đông bắc Nigeria. Thành phố nằm dọc theo sông Ngadda theo mùa mà biến mất vào các đầm lầy Firki trong khu vực xung quanh hồ Chad. Maiduguri được thành lập vào năm 1907 như là một tiền đồn quân sự của Anh và từ đó phát triển nhanh chóng với dân số vượt quá một triệu người vào năm 2007.
Thành phố có sân bay quốc tế Maiduguri.

## Khí hậu
Maiduguri có khí hậu bán khô hạn (phân loại khí hậu Köppen BSh).
| Dữ liệu khí hậu của Maiduguri                 | Dữ liệu khí hậu của Maiduguri | Dữ liệu khí hậu của Maiduguri | Dữ liệu khí hậu của Maiduguri | Dữ liệu khí hậu của Maiduguri | Dữ liệu khí hậu của Maiduguri | Dữ liệu khí hậu của Maiduguri | Dữ liệu khí hậu của Maiduguri | Dữ liệu khí hậu của Maiduguri | Dữ liệu khí hậu của Maiduguri | Dữ liệu khí hậu của Maiduguri | Dữ liệu khí hậu của Maiduguri | Dữ liệu khí hậu của Maiduguri | Dữ liệu khí hậu của Maiduguri |
| Tháng                                         | 1                             | 2                             | 3                             | 4                             | 5                             | 6                             | 7                             | 8                             | 9                             | 10                            | 11                            | 12                            | Năm                           |
| --------------------------------------------- | ----------------------------- | ----------------------------- | ----------------------------- | ----------------------------- | ----------------------------- | ----------------------------- | ----------------------------- | ----------------------------- | ----------------------------- | ----------------------------- | ----------------------------- | ----------------------------- | ----------------------------- |
| Cao kỉ lục °C (°F)                            | 40 (104)                      | 42 (108)                      | 44 (111)                      | 46 (115)                      | 47 (117)                      | 42 (108)                      | 43 (109)                      | 36 (97)                       | 38 (100)                      | 39 (102)                      | 39 (102)                      | 38 (100)                      | 47 (117)                      |
| Trung bình ngày tối đa °C (°F)                | 31.9 (89.4)                   | 34.6 (94.3)                   | 37.8 (100.0)                  | 40.1 (104.2)                  | 39.4 (102.9)                  | 36.4 (97.5)                   | 33.2 (91.8)                   | 32.0 (89.6)                   | 33.7 (92.7)                   | 36.4 (97.5)                   | 34.2 (93.6)                   | 32.3 (90.1)                   | 35.2 (95.4)                   |
| Trung bình ngày °C (°F)                       | 21.8 (71.2)                   | 24.8 (76.6)                   | 29.3 (84.7)                   | 32.6 (90.7)                   | 32.5 (90.5)                   | 30.2 (86.4)                   | 27.5 (81.5)                   | 26.6 (79.9)                   | 27.2 (81.0)                   | 27.9 (82.2)                   | 24.9 (76.8)                   | 23.2 (73.8)                   | 27.4 (81.3)                   |
| Tối thiểu trung bình ngày °C (°F)             | 12.6 (54.7)                   | 15.3 (59.5)                   | 19.7 (67.5)                   | 21.9 (71.4)                   | 25.5 (77.9)                   | 24.5 (76.1)                   | 22.9 (73.2)                   | 22.3 (72.1)                   | 22.4 (72.3)                   | 20.7 (69.3)                   | 16.0 (60.8)                   | 13.1 (55.6)                   | 19.9 (67.8)                   |
| Thấp kỉ lục °C (°F)                           | 8 (46)                        | 10 (50)                       | 15 (59)                       | 12 (54)                       | 18 (64)                       | 19 (66)                       | 20 (68)                       | 19 (66)                       | 20 (68)                       | 15 (59)                       | 10 (50)                       | 5 (41)                        | 5 (41)                        |
| Lượng Giáng thủy trung bình mm (inches)       | 0.0 (0.0)                     | 0.0 (0.0)                     | 0.3 (0.01)                    | 13.0 (0.51)                   | 30.5 (1.20)                   | 73.8 (2.91)                   | 147.1 (5.79)                  | 193.2 (7.61)                  | 83.0 (3.27)                   | 11.1 (0.44)                   | 0.0 (0.0)                     | 0.1 (0.00)                    | 552.1 (21.74)                 |
| Số ngày giáng thủy trung bình (≥ 1.0 mm)      | 0.0                           | 0.0                           | 0.5                           | 1.6                           | 4.0                           | 7.0                           | 10.7                          | 10.7                          | 6.8                           | 1.4                           | 0.0                           | 0.0                           | 42.7                          |
| Độ ẩm tương đối trung bình (%) (at 15:00 LST) | 15.4                          | 11.2                          | 12.0                          | 17.5                          | 28.4                          | 38.4                          | 55.5                          | 63.4                          | 54.8                          | 30.2                          | 19.0                          | 19.6                          | 30.2                          |
| Số giờ nắng trung bình tháng                  | 266.6                         | 249.2                         | 257.3                         | 237.0                         | 263.5                         | 249.0                         | 217.0                         | 204.6                         | 225.0                         | 285.2                         | 282.0                         | 275.9                         | 3.012,3                       |
| Số giờ nắng trung bình ngày                   | 8.6                           | 8.9                           | 8.3                           | 7.9                           | 8.5                           | 8.3                           | 7.0                           | 6.6                           | 7.5                           | 9.2                           | 9.4                           | 8.9                           | 8.3                           |
| Nguồn 1: NOAA Climate Charts                  |                               |                               |                               |                               |                               |                               |                               |                               |                               |                               |                               |                               |                               |
| Nguồn 2: Voodoo Skies                         |                               |                               |                               |                               |                               |                               |                               |                               |                               |                               |                               |                               |                               |